# Friedrich von Boizenburg
Friedrich von Boizenburg († 9. Januar 1312) war von 1300 bis zu seinem Tod Bischof von Verden.

## Leben
Friedrich entstammte einer niederadligen Familie aus Mecklenburg. Frühere Annahmen, er gehöre der Familie von Honstedt an und bei ihm handele es sich um den gleichnamigen  Archidiakon von Modestorf werden inzwischen verworfen. Über sein Leben vor der Wahl zum Bischof ist nichts bekannt, vermutlich war Friedrich Domherr in Verden.
Als der Lüneburger Herzog Otto der Strenge die Grafschaften Dannenberg und Wölpe erwarb, konnte Friedrich die Lehnshoheit behaupten. In der Gegend um Soltau gelang der Erwerb des Dorfes vom Kloster Quedlinburg, der Soltauer Vogteirechte und des Kirchenpatronats.
Friedrich unterstützte den Bremer Erzbischof Jens Grand in dessen Fehde mit den Bremervörder Vogt Heinrich von Borch. Die daraus und aus weiteren Fehden resultierenden finanziellen Lasten führten zu zahlreichen Verpfändungen. Nach seinem Tod 1312 wurde Friedrich im Dom zu Verden beigesetzt.